# ناصر اوریچ
ناصر اوریچ (بوسنیایی: Naser Orić؛ زادهٔ ۳ مارس ۱۹۶۷) یک نظامی اهل بوسنی و هرزگوین است که ارتش جمهوری بوسنی و هرزگوین را در سربرنیتسا در زمان محاصره این شهر توسط نیروهای صرب بوسنی در جریان جنگ بوسنی فرماندهی می‌کرد.
در سال ۲۰۰۶، وی توسط دادگاه بین‌المللی کیفری یوگسلاوی سابق به اتهام عدم جلوگیری از مرگ ۵ بازداشتی از صرب‌های بوسنی و بدرفتاری با ۱۱ نفر دیگر از آن‌ها در اواخر ۱۹۹۲ و اوایل ۱۹۹۳ به دو سال زندان محکوم شد.در ۳ ژوئیه ۲۰۰۸ وی در هیئت تجدیدنظر این دادگاه از تمامی این اتهامات تبرئه شد.